# Определение религии
Определение религии — это противоречивый и сложный вопрос в религиоведении, по которому учёные не могут прийти к согласию относительно какого-либо одного определения.
Религия — это понятие современной западной культуры. Параллельные понятия не встречаются во многих современных и прошлых культурах; во многих языках нет эквивалентного термина. Учёные сочли затруднительным выработать единое определение, причём некоторые вообще отрицают возможность его выработать. Другие утверждают, что безотносительно от определения, понятие «религия» не следует применять к незападным культурам.
Всё большее число учёных высказывают сомнения в том, что когда-либо удастся определить суть религии. Они отмечают, что сегодняшний способ использования этого понятия — исключительно современная модель, которая не была бы понята на протяжении большей части истории и во многих культурах за пределами Запада (или даже на Западе до Вестфальского мира).
Энциклопедия религий издательства Макмиллан описывает это так:
Сама попытка дать определение религии, найти какую-то отличительную или, возможно, уникальную сущность или набор качеств, отличающих религию от остальной части человеческой жизни, является, прежде всего, западной попыткой. Эта попытка — естественное следствие западной склонности к размышлениям, интеллектуализму и науке. Это также продукт доминирующего западного религиозного уклада, который называется иудео-христианским или, точнее, теистическим наследием иудаизма, христианства и ислама. Теистическая форма веры в этой традиции формирует дихотомический западный взгляд на религию. То есть, основная структура теизма — это, по сути, различие между трансцендентным божеством и всем остальным, между Творцом и его творением, между Богом и человеком.

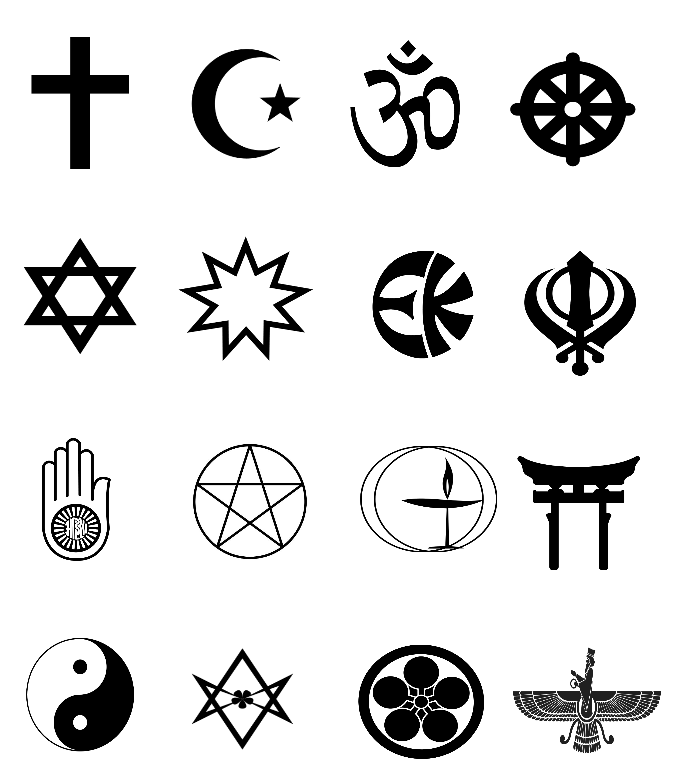
Религиозные символы слева направо, сверху вниз: христианство, ислам, индуизм, буддизм, иудаизм, вера бахаи, эканкар, сикхизм, джайнизм, викка, унитарианский универсализм, синтоизм, даосизм, телема, тэнрикё и зороастризм

Смысл, вкладываемый в слово «религия», также менялся со временем, и современное его значение появилось лишь в последние несколько столетий.
Поскольку множество мыслителей определяли религию каждый по-своему, насчитывается, по некоторым оценкам, более 250 определений этого понятия, по другим оценкам — 750 и даже 1000.

## Типы определений
Есть две общие системы определений: социологические/функциональные и феноменологические/философские определения.
Также можно разделить определения на сущностные, то есть стремящиеся выявить саму суть религии, и дескриптивные (описательные), которые стремятся описать некое общее свойство, характерное для всех форм религии.
Также можно указать на два подхода к определению религии. Первый состоит в попытке сформулировать «универсальное высказывание», «подлинную дефиницию» некоей «сущности» религии. Его называют «эссенциализм» и/или «нормативный подход». Второй утверждает, что возможно указать лишь на ряд научно фиксируемых «измерений», социальных явлений, которые в том или ином обществе считаются «религией», и его называют «дименсионализм» (от англ. «dimension» — измерение) или «мультинормативный» подход.

## Эволюция смысла
Термин «религия» вошёл в русский язык относительно недавно, в начале XVIII века, и сперва обозначал верования иноземцев; к середине этого столетия в речи представителей власти (Екатерина Великая) и науки (М. В. Ломоносов) греко-российское православие отождествилось с религией.
Слово «религия» пришло в английский, русский и другие языки из латыни (лат. religio). Изначально это латинское слово употреблялось для описания внутреннего качества, которое можно примерно перевести как «благочестивость». В этом значении оно было использовано в первом латинском переводе Библии. В русском Синодальном переводе Библии (1876 г.) слова «религия» нет (вместо него употребляются, например, «вероисповедание» Деян. 26:5, «благочестие» Иак. 1:27 и другие слова). Современное значение религии как совокупности верований и практик (например, христианство, ислам и т. п.) появилось в мировой культуре в середине XVII века, после того как в 1648 году был заключён Вестфальский мир, который ввёл принцип веротерпимости.
До XVII века слово «религия» и родственные ему слова употреблялись относительно редко. Они практически отсутствуют в канонических документах западных религий — в еврейской Библии, Новом Завете, Коране. Когда этот термин использовался на досовременном Западе, он описывал не отдельные наборы верований и практик, а что-то вроде «внутреннего благочестия» или «поклонения», либо описывал идеальную середину между двумя крайностями — нерелигиозностью и суеверием.
Показательным примером является словосочетание «истинная религия», употребляемое в сочинениях некоторых Отцов Церкви. Для современного читателя оно обозначает систему верований, отличающуюся от других подобных систем — ложных. Но как указывает историк Питер Гаррисон, тщательное изучение показывает, что ранние дискуссии об истинной и ложной религии, как правило, касались не верований, а скорее поклонения и его правильной направленности. Тертуллиан (ок. 160 — ок. 220) был первым христианским мыслителем, создавшим обширные труды на латинском языке, а также, вероятно, первым, кто использовал выражение «истинная религия». Но описывая христианство как «истинную религию истинного бога», он говорил об истинном поклонении, направленном на истинного (а не вымышленного) бога.
Другой эрудированный раннехристианский писатель из Северной Африки Лактанций (ок. 240 — ок. 320) дал первой книге своих «Божественных установлений» (Divinae institutiones) название De Falsa Religione. В этом тексте его цель — не продемонстрировать ложность языческих верований, а показать, что «религиозные церемонии (языческих) богов ложные», проще говоря, что язычники поклоняются ложным богам. В его изложении истинная религия заключалась в том, чтобы «учить, каким образом и какой жертвой нужно поклоняться Богу». Такое правильно направленное поклонение было для Лактанция «долгом человека», и он писал, что в этом «состоит сумма всего и весь ход счастливой жизни».
Фраза «истинная религия» очень заметна в названии De vera religion («Об истинной религии»), сочинении Блаженного Августина. В этой работе 390 г. Августин, вслед за Тертуллианом и Лактанцием, описывал истинную религию как правильно направленное поклонение. В конце жизни (в 426—428 гг.) он написал ретроспективную работу «Пересмотры» (на латыни Retractationes, название, которое можно перевести как «переосмысление»), где прокомментировал «Об истинной религии»: «Я доказывал, подробно и многими способами, что истинная религия означает поклонение единственному истинному Богу». В «Пересмотрах» он утверждал, что христианская религия является одной из форм истинной религии, но не единственной истинной религией, поскольку, по его мнению, истинная религия существовала с начала времён и, следовательно, до возникновения христианства.
В труде «Шесть вопросов в ответе язычникам», написанном между 406 и 412 годами, Августин также утверждал, что истинная и ложная религия различаются объектом поклонения: «Что истинная религия порицает в суеверных практиках язычников, это то, что жертвоприношение приносится ложным богам и злым демонам». Он объяснял, что различные культовые формы могут быть правомерным выражением истинной религии и что внешние формы истинной религии могут варьироваться: «Не имеет значения, что люди поклоняются при помощи различных обрядов в соответствии с разными требованиями времён и мест, если то, чему поклоняются, свято».
Различные формы поклонения могут быть мотивированы общей «религией»: «различные обряды отмечаются в разных народах, связанных одной и той же религией». Если истинная религия может существовать вне устоявшихся форм католического богослужения, то, наоборот, у некоторых из тех, кто придерживается внешних форм католичества, может отсутствовать «невидимая и духовная добродетель религии».
Выбор святым Иеронимом, автором канонического перевода Библии на латинский язык (ок. 400), слова religio в качестве перевода относительно необычного греческого θρησκεία в Иак. 1:27 также увязывает значение этого слова с культом и поклонением. В переводе этого стиха на русский употребляется «благочестие», весь стих звучит так: «Чистое и непорочное благочестие (греч. θρησκεία, лат. religio) перед Богом и Отцом есть то, чтобы призирать сирот и вдов в их скорбях и хранить себя неосквернённым от мира». В латинской версии этого отрывка смысл в том, что «религия» христиан — это такое поклонение, которое выражается в актах милосердия, а не в ритуалах. Здесь (в латинском варианте) религия, которая является «пустой» (лат. vana), противопоставляется религии, которая является «чистой и непорочной» (лат. religio munda et inmaculata).
В средние века именно по этому признаку стали отличать истинную религию от ложной. Например, в латинском словаре библейских аллегорий XII века, составленном Петром Кантором (умер в 1197 г.), выдающимся богословом Парижского университета, содержится прямая ссылка на Иак. 1:27, на основе которого чистая и истинная (лат. munda et vera) религия противопоставляется пустой и ложной (лат. vana et falsa). Его ученик, схоластик Радульфус Арденс, также говорил об «истинной религии» в этом контексте, придя к выводу, что она состоит в «страхе Божием и любви к Нему, и соблюдении Его заповедей». Здесь опять-таки под религией не подразумевалось доктринальное содержание, которое могло бы быть истинным либо ложным.

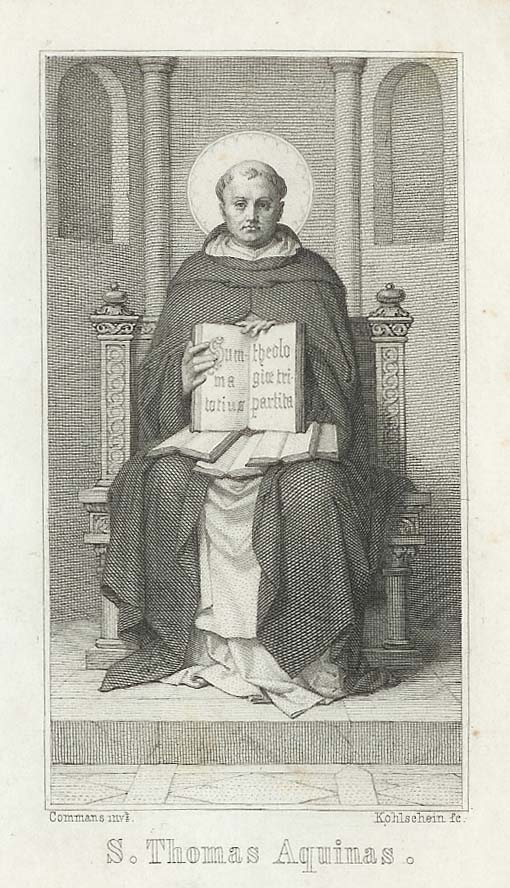
Фома Аквинский (1225—1274) рассматривал религию как человеческую добродетель, внутреннее качество, а не внешнее проявление

Фома Аквинский в трактате «Сумма теологии» (написан в 1265—1274 гг.) исследовал природу религии. Он рассматривал религию (лат. religio) как одну из важных моральных добродетелей. Он объяснял, что religio описывает прежде всего внутренние акты — набожность и молитву, и это внутреннее измерение важнее любых внешних проявлений этой добродетели. Фома Аквинский признаёт, что с religio ассоциируется целый ряд внешних проявлений — клятвы, десятины, подношения и т. д., — но он рассматривает их как вторичные. Он не рассматривает религию как систему убеждений или верований, и у него нет религий во множественном числе. И лишь гораздо позднее religio из человеческой добродетели превратилась в нечто обобщённое, состоящее, как правило, из множества верований и практик, связанных со священным или сверхъестественным.
Понимание религии как внутреннего настроя сохранилось и в эпоху Возрождения. В частности, гуманист-философ и платонист Марсилио Фичино (1433—1499) описывал «христианскую религию» как жизнь под знаком истины и добра. «Всякая религия, — писал он, перекликаясь с Августином, — имеет в себе нечто хорошее; пока она направлена к Богу, Творцу всего сущего, — это истинно христианская религия».
Представление Августина о том, что истинную или ложную религию можно наблюдать у христиан, было повторено протестантским реформатором Ульрихом Цвингли, который в 1525 году написал об «истинной или ложной религии, проявляемой христианами».
С XVI века и далее, с увеличением частоты употребления слова «религия», теперь вместе с его множественной формой «религии», началось овеществление того, что когда-то было внутренним укладом. Тогда как для Фомы Аквинского при описании религии на первом месте стояли внутренние акты, впоследствии баланс решительно сместился в пользу внешних. Так «религия» в итоге стала обобщённым понятием.

## Классические определения
Философ Фридрих Шлейермахер в конце XVIII века определил религию как das schlechthinnigige Abhängigkeitsgefühl, что обычно переводят как «чувство абсолютной зависимости». Недостаток этой формулировки в том, что хотя чувство зависимости играет величайшую роль в развитии религии, но это определение не объясняет нам многообразия религиозных верований.
Его современник Георг Вильгельм Фридрих Гегель категорически не согласился, определив религию как «знание Божественного духа о себе через опосредование конечного духа».
Этнолог Эдуард Бернетт Тайлор в 1871 году в книге «Первобытная культура: исследования развития мифологии, философии, религии, языка, искусства и обычаев» определил религию как «верование в духовных существ». Он утверждал, что сужение определения до понятия веры в высшее божество или в высший суд после смерти или идолопоклонство и т. д. исключило бы многие народы из категории религиозных и, таким образом, «было бы ошибкой отождествлять религию с конкретными проявлениями, а не с более глубоким мотивом, лежащим в их основе». Он также утверждал, что вера в духовных существ существует во всех известных обществах.
Русский философ Сергей Николаевич Трубецкой при написании энциклопедической статьи «Религия» (1899 г.) сформулировал «предварительное» определение религии как «организованное поклонение высшим силам». Он пояснил, что такое поклонение предполагает «несомненную для верующего сознания реальность» высших сил, а также веру, причём непременно «живую», то есть такую, которая «доказывает себя на деле, стремясь к видимому осуществлению того, во что верить». Далее он пояснил, что «религия не только представляет собой веру в существование высших сил, но устанавливает особые отношения к этим силам: она есть, следовательно, известная деятельность воли, направленная к этим силам», то есть религия не ограничивается умозрительными представлениями и чувствами, но включает в себя и практическую деятельность.
Психолог Уильям Джеймс в своей книге «Многообразие религиозного опыта» (1902) определил религию как «чувства, поступки и переживания отдельных людей в их одиночестве, в том что касается понимания ими своего положения по отношению к тому, что они почитают Божественным». Под Божественным он понимал «нечто богоподобное, независимо от того, является ли это конкретным божеством», к которому нельзя относиться иначе, чем «торжественно и серьёзно».
Социолог Эмиль Дюркгейм в известном труде «Элементарные формы религиозной жизни» (1912) дал следующее определение религии: «единая система верований и практик, относящихся к священным, то есть к отделённым, запретным, вещам, верований и практик, объединяющих в одно нравственное сообщество, называемое Церковью, всех тех, кто им привержен». «Священные, то есть отделённые, запретные вещи», в понимании Дюркгейма, — это не только боги или духи, а любые вещи (гора, дерево, источник, булыжник и т. п.), а также обряды. Например, в буддизме «священные вещи» — это не боги, а четыре благородные истины и основанные на них практики. Священные вещи Дюркгейм противопоставляет «профанным», утверждая: «Священные вещи — те, которые защищены и отделены запретами, профанные вещи — те, к которым эти запреты применяются и которые должны оставаться на расстоянии от священного». При этом религиозные верования, по его мнению, всегда являются общими для группы и «создают её единство», а не просто признаются членами данной группы индивидуально. Так возникает то, что Дюргкгейм называет Церковью и определяет так: «Общество, члены которого объединены тем, что одинаково представляют себе священный мир и его отношения с профанным миром и выражают эти общие представления в одинаковых практиках». Такая Церковь может охватывать весь народ или нацию целиком, а может — лишь часть; она может управляться иерархией священников, а может быть почти полностью лишена официального руководства. Недостаток этого определения в том, что во многих религиях (в том числе в иудаизме, буддизме) нет противопоставления сакрального и профанного, тогда как в ряде нерелигиозных ритуалов (поклонение символам государства и т. п.) такое противопоставление, наоборот, есть.

## Современные западные определения
Теолог и философ Пауль Тиллих (1886—1965) определял религию как «предельную Заботу» или «абсолютную Заботу», а также писал: «религия — это сущность, почва и глубина духовной жизни человека».
Философ, социолог и психолог Эрих Фромм (1900—1980) считал, что под религией можно понимать «любую систему взглядов и действий, которой придерживается какая-либо группа людей и которая даёт человеку систему ориентации и объект поклонения». С его точки зрения, люди могут поклоняться животным, деревьям, идолам, предкам, Богу или вождю; также они могут поклоняться своей партии, расе, светлому будущему человечества, деньгам или успеху. Для него как психолога наиболее важна была именно мотивация поведения, и его определение помогает понять психологию религии, однако не приближает к понимаю того, чем религия отличается от идеологии или другой секулярной деятельности.
Антрополог Клиффорд Гирц (1926—2006), исследовав «культурный аспект анализа религии», определил религию как «систему символов, которая способствует возникновению у людей сильных, всеобъемлющих и устойчивых настроений и мотиваций, формируя представления об общем порядке бытия и придавая этим представлениям ореол действительности таким образом, что эти настроения и мотивации кажутся единственно реальными».
Российский религиовед, социолог религии И. Н. Яблоков выделил «сущностные характеристики религии» следующим образом: «Религия представляет собой способ духовно-практического освоения мира, одну из областей духовной жизни общества, общностей, групп, индивидов и личностей; она есть: 1) необходимый аспект жизнедеятельности человека и общества; 2) способ выражения самоотчуждения человека в различных областях жизнедеятельности и преодоления этого самоотчуждения; 3) отображение и воспроизведение поступающей „извне“ информации; 4) феномен культуры; 5) общественная подсистема, включающая некоторые элементы и выполняющая определённые функции».